# Sirikan Charoensiri
Sirikan Charoensiri, (även kallad June Charoensiri) född 1986, är en thailändsk advokat och människorättsaktivist.
Sirikan Charoensiri var med och grundade Thai Lawyers for Human Rights (TLHR) och arbetar som advokat åt de 14 studenter som protesterat mot landets militärregim under namnet New Democracy Movement (NDM). Hon har bland annat ifrågasatt att klienterna prövats i en militär domstol och att det har begåtts flera brott mot mänskliga rättigheter i processen. I sitt arbete med att försvara studenterna har hon även själv blivit anklagad för uppvigling och utsatts för trakasserier och hot.
Sirikan Charoensiri tilldelades 2018 International Women of Courage Award.